# 五大性格特质

The Big Five personality traits

五大性格特质（英語：Big Five personality traits），又叫大五人格（英語：the five-factor model of personality）或人格海洋（英語：OCEAN model），是一种用于研究人格的五因素分类法。
从20世纪80年代，它在心理特质理论领域发展起来。在20世纪90年代，该理论确定了五项因素，每项因素可以进一步分为两小项不同的值：
- Openness to experience 经验开放性（创新/好奇vs一致/谨慎）
- Conscientiousness 尽责性（高效/有序vs奢侈/粗心）
- Extraversion 外向性（开朗/活力vs独处/矜持）
- Agreeableness 亲和性（友善/同情vs批判/挑剔）
- Neuroticism 神经质（敏感/紧张vs坚韧/自信）

当因素分析应用于性格测试数据时，个性的各个方面和特定术语之间的语义关联通常应用于同一个人。例如，被描述为恪尽职守的人更有可能被描述为“时刻准备着”而非“凌乱”。这些关联表明了常用语言中用来描述人类个性、气质、心灵的五个广泛维度。
可以使用首字母缩写词“OCEAN”（中文：海洋）或“CANOE”（中文：独木舟）来记住这五项因素的标签。在每个提议的全局因素之下，还有许多相关且更具体的主要因素。例如，外向性通常与亲切、底气、寻求刺激、暖、活跃、积极情绪等品质有关。这些特质不是非黑即白——每个都应当看作渐变的频谱。

## 每个性格特质详述

### 经验开放性
经验开放性是对艺术、情感、冒险、不同寻常的想法、想象力、好奇心和各种体验的普遍欣赏。对经验持开放态度的人在智性上有无穷的好奇、情感开放、审美敏感、愿意尝试新鲜事物。与封闭的人相比，他们往往更有创造力、更能意识到自己的感受，也更有可能持有非传统的信仰。

#### 样例
1. 我词汇量很大。
2. 我想象力丰富。
3. 我有好主意。
4. 我很快就能理解各种事情。
5. 我使用高级词汇。
6. 我花时间想事情。
7. 我有很多想法。
8. 我很难理解抽象的想法。（反）
9. 我对抽象思考不感兴趣。（反）
10. 我想象力不行。（反）[6]

### 尽责性
尽责性是一种自律、安分守己、努力达到内外部成就的倾向，与个人的冲动控制、调节、方向的水平有关。大家常常会认为，高尽责性是固执和专注的表现。低尽责性与灵活性、自发性相关，但也可能表现为草率还有靠不住。高尽责性意味着更倾向于计划的行为，而非自发的行为。

#### 样例
1. 我一直准备待续。
2. 我注重细节。
3. 我立马把家务活做完。
4. 我遵循时间表。
5. 我工作中很严谨。
6. 我不喜欢秩序。（反）
7. 我随意乱放我的物品。（反）
8. 我把事情搞得一团糟。（反）
9. 我经常忘记把东西放回原处。（反）
10. 我逃避责任。（反）[6]

### 外向性
外向性的特点是活动的广度（而非深度）、对外部的活动/情况的急躁、外部手段的能量创造。外向的人喜欢与人交往，常被大家认为精力充沛。他们往往热情高涨并且善于行动。他们有很高的群体知名度，喜欢交谈并维护自己。在社交场合，外向的人可能比内向的人更具统治力。

#### 样例
1. 我是派对的灵魂。
2. 我感觉和别人在一起很舒服。
3. 我主动开始对话。
4. 我在派对上与很多不同的人交谈。
5. 我不介意成为人们关注的焦点。
6. 我不怎么说话。（反）
7. 我一直在幕后。（反）
8. 我没什么好说的。（反）
9. 我不喜欢引人注目。（反）
10. 我在陌生人面前很安静。（反）[6]

### 亲和性
亲和性是对社会和谐的一般关注。亲和的个体重视与他人相处融洽，通常体贴、善良、慷慨、信任他人且值得信赖、乐于助人、愿意与他人利益妥协。高亲和性的人也对人性持乐观态度。低亲和性的个体将个人利益置于与他人融洽相处之上，不太关系他人幸福、不太可能为别人付出。

#### 样例
1. 我对人感兴趣。
2. 我同情别人的感受。
3. 我内心柔软。
4. 我为别人抽出时间。
5. 我能感受到别人的情绪。
6. 我让人感到自在。
7. 我真的对别人不感兴趣。（反）
8. 我侮辱他人。（反）
9. 我对别人的问题并不感兴趣。（反）
10. 我对他人的关心很少。（反向）[6]

### 神经质
神经质是具有强烈消极情绪的倾向，如愤怒、焦虑、抑郁。有时它被称为情绪不稳定，或者被反转并称为情绪稳定。神经质的人情绪反应敏感、易受压力影响，更可能将普通情况视为威胁、将微小的挫折视为绝望。他们对负面情绪的反应往往持续时间特别长，经常性的情绪低落。

#### 样例
1. 我容易感到压力。
2. 我会担心一些事情。
3. 我容易被打扰。
4. 我容易生气。
5. 我情绪变化很大。
6. 我经常情绪波动。
7. 我很容易生气。
8. 我经常感到忧郁。
9. 我大部分时间都很放松。（反）
10. 我很少感到忧郁。（反）[6]

## 五大性格特質與學業成就
性格在影響學術成就方面扮演重要的角色。308名大學生完成了五大性格特质测评，調查顯示其中的兩個特徵，盡責性和親和性，與所有的學習風格（綜合分析、條理研究、注重事實和精細處理）有成正相關關係，而情緒不穩定性與所有的學習風格呈逆相關。此外，外向性和開放性與精細處理的學習風格成正比。五大性格特質可以共同解釋GPA的14%的方差，表明性格特質可以對學業成績作出巨大影响。此外，反思性學習風格（綜合分析和仔細的處理）能夠调整開放性和GPA之間的關係。這些結果表明，如果學生可以把學術興趣和對信息處理的深思熟慮相結合，對知識的渴望對學業成績具有顯著的增強作用。